# Helius (Helius) mirabilis
Helius (Helius) mirabilis is een tweevleugelige uit de familie steltmuggen (Limoniidae). De soort komt voor in het Neotropisch gebied.